# 底特律活塞
底特律活塞（縮寫：DET），是一支位於美國密西根州底特律的NBA職業籃球隊，分屬於東區的中央組，主場為小凱薩體育館。球隊成立於1941年，於1948年加入NBA聯盟，曾在1989年、1990年與2004年獲得NBA總冠軍。

## 历史

### 成立
1941年，球隊成立於印第安那州韋恩堡，名為韋恩堡左納活塞（Fort Wayne Zollner Pistons），屬於國家籃球聯盟（NBL）的其中一支球隊，創辦人是汽車引擎製造商弗雷德·左纳（Fred Zollner）。活塞隊也是NBA所有球隊中，歷史最悠久的球隊之一。
1948年，球隊以韋恩堡活塞（Fort Wayne Pistons）之名，加入美國籃球協會（ABA）；1949年，國家籃球聯盟（NBL）與美國籃球協會（BAA）合併為現今的美國國家籃球協會（NBA），而活塞隊仍為聯盟成員球隊之一。

### 1950年代
在1950年代，由球星喬治·亞德里（George Yardley）率領的活塞隊，曾在1954年和1955年兩次闖入NBA總決賽，但都遺憾地與冠軍失之交臂。1957年，由於當時的底特律是個規模較大的城市，但卻沒有一支屬於本地的城市球隊，因此左纳將球隊遷往底特律，並更名為現今的底特律活塞（Detroit Pistons）；球隊在底特律奧林匹亞體育館度過了改名後的前四個賽季，之後移往科博競技場，此後球隊成績持續低迷，經營也日漸慘淡。

### 1960-1970年代
球隊被評為一隊具有個人實力但不夠團結因而成績差的球隊，球隊中有很多著名球星例如戴夫·賓等等。同時，戴夫·德布斯切爾成為NBA史上最年輕球員兼教練。不幸地，在1968年賽季由於一個跟纽约尼克斯不合時宜的交易，把戴夫·德布斯切爾送到纽约尼克斯，而戴夫·德布斯切爾成了纽约尼克斯兩次奪得NBA總冠軍的關鍵。
1974年，左纳将球队卖给比尔·戴维森，后者也是球队的现任老闆。戴维森对于位处底特律市中心的主场并不满意，便在1978年将主场迁至郊区的庞蒂克地区的庞蒂克银蛋体育馆，这里也曾经是美式足球联盟的底特律雄狮队的主场。

### 1980年代  壞孩子軍團1.0
活塞壞孩子軍團（BAD BOYS PISTONS），又稱為活塞五大惡人，是對於在1980年-1990年期間，世人對當時的NBA球隊底特律活塞的別稱，在NBA歷史中是一支最具傳奇的色彩同時又是一支極具爭議性的球隊，其原因是在於當時活塞隊的成員和暴力鐵血的球風，即使是後期被人們稱為的紐約拳擊隊或稱黑幫隊、波特蘭監獄隊、沙加緬度國王都遠遠比不上其。每一位壞孩子軍團成員都有別樹一格的個性，但在比賽中卻可以互相融合，產生無窮的化學反應。

#### 組成
新上任的球隊經理傑克·麥克洛斯基作出一個出色的判斷，在1981年以榜眼招入印第安那大学的「微笑刺客」伊塞亚·托马斯後，球队的命运开始好转。而托马斯更是活塞標誌性人物，職業生涯13年全部到奉獻給活塞，至今仍是隊史4冠王（得分、助攻、抄截和出場次數）。
在其後的五、六年間，活塞不斷招兵買馬。1982年和克里夫兰骑士交易，成功得到家境富裕，內外兼備的中鋒比爾·蘭比爾。蘭比爾內線打法紮實、粗暴卻能拉開空間，外圍投射能力相當優秀，射程遠達三分線，籃板球更是一流，至今仍是隊史籃板王，和托馬斯並列為球隊的精神支柱。
83-84球季，查克·戴利（籃球名人堂教練）接任活塞總帥，但當時仍然是東鳥西魔的年代，活塞在季後賽對上如日中天的綠衫軍，鏖戰6場後被解決。
1985年NBA選秀，活塞挑中乔·杜马斯。比起打波如殺人的隊友相比，此君沉默寡言、品行端正，甚至是第一屆NBA最佳運動精神獎得獎者，被稱為壞孩子軍團的一股清流。頂尖的外線防守能力，連麥可·喬登都讚美他是職業生涯最難纏的對手。進攻端和托馬斯一樣是雙能衛，可以一齊分擔得分、控球、組織工作，被評為NBA最好的後場組合之一。
同年活塞也透過交易，從華盛頓子彈換回身材健壯、口不擇言，聲稱每次看到湯瑪斯的笑容就火大的瑞克·馬洪。馬洪是當時所有NBA球員公認的第一打手；無人敢招惹，同時亦是唯一敢同查爾斯·歐克利打架的球員，曾經在作客公牛一場比賽把麥可·喬登從背後狠狠拽下，然後單槍匹馬同查爾斯·歐克利為首全隊公牛球員發生沖突，當時公牛主教練道格·科林斯企圖兩次捉住馬洪，結果兩次都似洋娃娃被摔出去……
1986年，活塞選進丹尼斯·羅德曼。這位菜鳥在還沒開始搞怪前，就已經立下在場上奮不顧身，靠搶籃板和防守吃飯的招牌。
除了上述五虎與名教頭，活塞陣中還有其他蓝领，「蜘蛛」約翰·薩利 、“狀元”馬克·阿吉雷、「佛祖」詹姆斯.愛德華茲，但是最具代表性的是同樣是雙能衛、體格強壯、內外兼備一上場就會手感火熱，屢屢為活塞射入致勝關鍵球的第六人「微波爐」维尼尔·约翰逊；在1990年NBA總決賽剩下兩分鐘、落後七分情況下，先來一個中距離跳投；甚至引到“滑翔机”克莱德·德雷克斯勒第六犯；然後再中一個中距離；之後再同對手跳球跳贏對方成功令湯瑪斯取分，最後再次以一個0.7秒絕殺中距離替取得活塞領先。至今仍為活塞球迷律律樂道。

#### 惡棍王者登基
1987年，活塞正式以完整戰力向冠軍之路前進，首輪季後賽先是直落3橫掃子彈，次輪再以4：1大破老鷹，準決賽對手是「大鳥」賴瑞·柏德率領的波士頓塞爾提克。雖然經驗不足的活塞客場連敗2場，但是活塞返回主場立刻還以顏色追平。關鍵G5的最後關頭，大鳥在只剩10秒時上籃，被小蟲賞了一記麻辣鍋，球打在馬洪的身上彈出界外，但是過度緊張的湯瑪斯在只剩5秒時發生要命失誤，被大鳥抄截後傳給丹尼斯·強森，活塞不但慘遭絕殺，也錯過帶走綠衫軍的天賜良機。G6綠衫軍當家中鋒罗伯特·帕里什停賽(因為在G5從背後把蘭比爾打翻地下)，活塞再度追平，但G7大鳥怒奪39分9籃板9助攻2火鍋，率領綠衫軍以117：114終結活塞，進入總決賽。
1988年，活塞奪下東區冠軍，但在決賽對手是以3:4敗給魔術強森率領的洛杉磯湖人。
1989年2月15日，察覺到球隊氣氛不對的活塞球團做出交易，將阿德里安·丹特利送到達拉斯小牛，換回馬克·阿吉雷。該年季後賽，這批壞孩子先是直落3橫掃大鳥因傷缺陣的綠衫軍，接著直落4橫掃密爾瓦基公鹿，東區決賽以4:2擊敗芝加哥公牛，喬丹法則說法也開始流傳，最後在決賽直落4橫掃上個賽季從他們手上搶走金杯的湖人。成為史上唯一一支可以在季後賽一口氣打敗有魔術強森的湖人、大鳥柏德的塞爾提克和「滴血雙角」（籃球之神麥可·喬丹和蝙蝠俠史考提·皮朋）所在的公牛。
1990年，活塞因為聯盟新增球隊的擴編選秀，導致馬洪離隊轉靠76人，不過活塞選擇把小蟲拉上先發陣容，讓這塊璞玉大放光芒，活塞也順利成為繼湖人和塞爾提克後的連霸球隊。
雖然活塞戰績輝煌完成2連霸，但其絕大多數球員和球迷都不承認其冠軍資格，甚至某程度上被放入黑歷史，終歸原因是其比賽風格過於以强硬防守和激烈身体对抗為主，所以在比賽中經常犯規，甚至達到家常便飯的程度，其防守更被人們評為兇狠、粗暴、野蠻、骯髒，加上當時NBA尚未引入故意犯規，令每支球隊都對活塞聞風喪膽，不論是大鳥柏德、郵差卡爾·馬龍、大夢阿基姆·奥拉朱旺﹑籃球之神麥可·喬登都吃足苦頭，壞孩子軍團的称号由此而來，為此震驚了全世界。長遠來看，壞孩子的防守雖然惡名昭彰，卻也帶動了革命，甚至日後90年代的公牛王朝也有壞孩子成員。
直到他們漸漸沒落(公牛崛起、球隊平均年紀增長、功臣離散、陣容因傷病而殘缺不齊)，活塞就開始遭到報復，最明顯例子莫過於惡漢查尔斯·巴克利和蘭比爾因打架而引發費城群毆；郵差馬龍的霸王肘擊落湯瑪斯，令後者額頭縫了40多針。

### 1990-2000年代
活塞队在一批核心队员退役或者离开之后，跌入了低谷。尽管格兰特·希尔的出现为球队带来了一丝活力，然后该队未能赢得一次季后赛的胜利。他们在1996年负于奥兰多魔术队，1997年和1999年两次负于亚特兰大老鹰队，2000年败给迈阿密热队。2000年夏天，希尔宣布将转会到奥兰多魔术队，而杜马斯指出球队老板的运作才迫使希尔转至魔术队。

### 2000~2013年 壞孩子2.0﹑平民冠軍－『活塞五虎』傳奇
希尔的离开换来了两位球员。其中一位便是日后帮助活塞夺冠的功臣班·華勒斯。由于杜马斯出色的领导能力，2003年賽季，活塞队形成了以本·华莱士为核心，由新人理查德·漢密爾頓、昌西·比卢普斯、拉希德·华莱士以及泰夏安·普林斯组成的新阵容。在著名教练拉里·布朗的率领下，底特律成為注重團隊與防守的強隊。並在當年季後賽殺出重圍，最後更是在總決賽中，以4：1打敗F4（柯比·布萊恩、俠客·歐尼爾、郵差馬龍、蓋瑞·裴頓）坐鎮的湖人，一举夺得2004年NBA总冠军。
註：當年湖人隊陣容異常豪華，與平民的活塞形成強烈對比。
2005年，活塞在总决赛中於主場輸掉天王山之戰之後，以3：4负于圣安东尼奥马刺，衛冕失敗。赛季结束后，布朗被解除球队主教练职务。
這時候的活塞可說是東區霸權，02－08連續7年都有50勝的成績, 其中還連續6年都打進了東區冠軍賽 。日後隨著本·华莱士、昌西·比卢普斯、理查德·汉密尔顿、拉希德·华莱士的離開，活塞戰績逐漸下滑，成為聯盟排名倒數的球隊。本·华莱士於2009-10球季回歸活塞，於2011-12球季結束後退休。
2013年1月31日活塞將泰夏安·普林斯交易至曼菲斯灰熊。2004年冠軍隊成員全數離開。

### 2013~2014年
2013~2014年球季對活塞而言是個災難，而這跟活塞的季前布局不當有關。首先，活塞先和「問題球員」喬許·史密斯簽下又肥又長的大約，接著活塞老闆找來俄克拉何马城雷霆的助理教練「好好先生」莫里斯·奇克斯擔任新任活塞主教練，接替早早被開除的勞倫斯·弗蘭克。這個布局果然造成了活塞的將帥不合，導致開季前50戰21勝29敗，活塞球團宣布解除剛為球隊拿下2連勝的總教練莫里斯·奇克斯的職務，而由助理總教練約翰·勞爾為臨時總教練。即使如此，活塞仍沒有太大起色，關鍵在喬許·史密斯和Andre Drummond、格雷格·門羅格格不入的先發鋒線組合，而使得這個球季最後是以由內而外的混亂作收。
5月13日活塞老闆湯姆·戈爾宣布由前奧蘭多魔術總教練斯坦·范甘迪接下活塞兵符。范甘迪除了成為活塞新總教練外，還兼任球團籃球事務部副總裁。《ESPN》報導，雙方簽下5年3500萬美元合約。

### 2014~2015年
這個球季活塞的開局相當糟糕，前28戰只贏了5場，直到把约什·史密斯送去休士頓火箭後，整支球隊就像是打通任督二脈一樣，布兰登·詹宁斯投籃命中率提升了，安達·祖蒙特、格雷格·門羅有如猛虎出閘。
但可惜的是，打出慶祝行情的活塞卻傳出利空消息:詹宁斯受傷，這個球季確定提前報銷。
2015年2月19日，活塞與綠衫軍交易，拿回泰夏安·普林斯，送走Luigi Datome和Jonas Jerebko。
2015年2月20日，活塞和雷霆、爵士達成三方交易，活塞得到雷吉·傑克遜，頂替詹宁斯的位置，而他果然以出色的個人能力令大家眼睛為之一亮。但尷尬的是，他的球風跟詹宁斯實在太像，完全是同類型的球員，日後詹宁斯歸隊，球權如何分配是一大問題。
2015年4月8日，活塞在主場103:113輸給塞爾提克，確定連續6個球季無緣季後賽。

### 2015~2016年:重返季後賽
活塞雖然在2015年夏天失去格雷格·门罗，但本季在安達·祖蒙特以及傑克遜的帶領下，球隊慢慢走出低潮。活塞終於獲得季後賽門票，結束連6年無緣季後賽的命運，然而，第一輪卻被騎士直落4橫掃，不但提前放暑假，還追平季後賽面對同一支球隊12連敗的難堪紀錄。

### 2016~2017年 告別奧本山宮殿
1998年開始啟用的奧本山皇宮球場，迎來最後一個作為活塞主場的賽季，下個賽季活塞前往的新球場是NHL底特律紅翼的主場。
不過可惜的是，活塞並沒有以勝利歡送。先是在2017年4月9日，因溜馬擊敗魔術而無緣季後賽，接著4月11日（奧本山最終戰）101：105不敵巫師。該役許多傳奇球星都回到球場接受球迷的致意，伊塞亚·托马斯、罗德曼、畢拉普斯、本·华莱士等活塞冠軍球員，都來到球場道別。

### 2017–18:格里芬交易案、斯坦·范甘迪時代結束
暴龍活塞在第四節後段上演精彩的互轟對決，雙方屢屢投進關鍵球，硬是將比賽帶進延長。而在加時賽中，兩隊同樣緊咬到最後時刻，德瑪爾·德羅森在剩下1.1秒時一個突破後助攻，讓底線埋伏的范弗利特投進致勝一擊，幫助暴龍以121比119擊敗活塞。
暴龍贏得6連勝，而且是最近14場比賽中的第13勝，提前鎖定季後賽席次，成為聯盟第一支進入季後賽的球隊；這是暴龍本季第64場出賽，創下隊史最快拿到季後賽門票的紀錄。至於活塞則是苦吞4連敗，目前他們與熱火之間勝差拉開到5場，季後賽之路漸行漸遠。
2018年1月30日，快艇與活塞達成交易協議，送走葛里芬、Brice Johnson、Willie Reed，換來艾弗里·布拉德利、托拜厄斯·哈里斯、Boban Marjanovic 以及一個受保護首輪選秀和一個二輪選秀權。
活塞以葛里芬的31分為最高，佐蒙德10分21籃板，本季第13次至少搶下20籃板；布拉克21分4助攻3籃板，史密斯14分7助攻，恩尼斯14分5籃板4助攻。
2018年3月27日，還在為季後賽卡位的活塞與湖人交鋒，在東區排名第9名的活塞，在全隊6人得分上雙的團隊火力，以112：106擊敗湖人，不僅保住了爭奪東區季後賽門票的機會，還粉碎了湖人重返季後賽的美夢。活塞在賽前還以5.5場勝差落後東區第8名的熱火，在剩不到9場比賽的情況下要追上，背負著不能再輸球的壓力，碰上只要再輸球就確定淘汰的湖人，活塞上半場打完一度以2分落後。不過下半場活塞在多點開花攻勢下要回領先優勢，雖然湖人也在湯瑪斯因臀傷連兩戰缺陣的情況下，由洛培茲與藍道領軍，在最後剩下4分鐘追到僅剩6分差距，但活塞葛里芬、傑克森和佐蒙德接連取分穩住領先，最終就以6分差距帶走2連勝。
贏下這場比賽後，活塞距離熱火僅剩5場勝差，仍有機會在例行賽結束前擠進季後賽名單。在過去6個賽季都幫助快艇闖進季後賽、並在今年季中轉戰活塞的葛里芬，對於球隊現況則是感到相當滿意的說：「如果要說我對現況的不滿意，絕對是因為待在這邊的時間還不夠長，當我到達底特律後，不論是他們照顧球員的方式，還是做事情的態度都是一流的，這讓轉隊來到這變成是一件簡單的事情。」
2018年4月4日，費城76人客場面對底特律活塞，在超級新人賓·施蒙斯全場16分、6籃板、7助攻穿針引線下，全隊6人得分上雙，終場115：108擊敗活塞，收下12連勝，而輸球的活塞確定無緣季後賽。而活塞此役吞敗後，本季戰績為37勝41敗，和公鹿勝差來到5場，正式確定無緣季後賽。
經過會談范甘迪會走完合約的最後一年，但老闆Tom Gores希望他能專心執教。5月7日，范甘迪與活塞分道揚鑣。

### 2018-19 德韋恩-凯西上任
活塞上季換到了葛里芬，但令人失望的是，他們與季後賽的距離似乎又更遠了，於是活塞高層決定另請高明來領軍，以5年合約延攬前暴龍總帥德韋恩·凯西。
本季隨著LBJ西進洛杉磯，活塞重返季後賽的機會又更濃了些。雖然整個賽季都在打擺子，活塞在季後賽卡位戰中，靠著最後2戰的勝利，以41勝41敗，東區第8種子的身分前進季後賽。
第一輪面對全聯盟最佳戰績的東區第1種子密爾瓦基公鹿，活塞雙塔難敵鹿群圍毆，以0：4遭到橫掃。

### 2019-20
5月底才傳出消息希望尋找1位新任總管，《ESPN》記者沃納羅斯基報導，活塞已經確定將自雷霆挖角助理總管威佛（Troy Weaver）上位，日後會與資深顧問史特芬斯基（Ed Stefanski）同掌人事權。
在縮短了的2019-20球季，活塞以20勝46負完成。

### 2020-2024 重建路
因新冠肺炎還沒降溫情況下在縮短了的2020-21球季，活塞以20勝52負完成賽季。
2021年5月12日，活塞隊與總教練德韋恩·凱西續約至2024賽季，前不久還是NBA戰績最差的爐主，底特律活塞隊爆出冷門，在22歲小前鋒薩迪克·貝伊帶領下力以115：106爆冷擊敗上季NBA上季總冠軍密爾瓦基公鹿隊，終結對公鹿跨季12連敗。
2023年4月10日，德韋恩·凱西決定下賽季不再執教，將加入底特律的管理層，活塞隊開始尋找主教練。消息人士稱，公鹿隊助教Charles Lee和前綠賽主教練Ime Udoka、暴龍隊助教Adrian Griffin、熱火隊助教Chris Quinn等。活塞隊總經理Troy Weaver預計將談論教練工作的一些候選人，包括他在奧克拉荷馬城合作的兩名助教：芝加哥的Josh Longstaff和布魯克林的Brian Keefe。
2023年6月1日，活塞隊以6年7200萬美元合約聘請前鳳凰城太陽總教練蒙提·威廉斯。
2023年12月15日，活塞客場慘敗76人，苦吞22連敗，打破隊史連敗紀錄。
2023年12月24日，活塞客場不敵籃網，苦吞26連敗，追平聯盟歷史，成為NBA史上第3支26連敗隊伍，加入2010至11年球季克里夫蘭騎士，以及2013至14年球季費城76人行列。
2023年12月27日，活塞主場不敵籃網，吞下NBA單季史上最長的27連敗。活塞只要再輸1場，就追平2015年七六人當時的跨季28連敗。
2023年12月29日，活塞客場一度領先21分，最終延長賽不敵塞爾提克，繼續刷新NBA史上單季最長連敗紀錄，也追平「跨季最慘」紀錄。
2023年12月31日，活塞主場擊敗暴龍，終止28連敗。
2023–24賽季，活塞以14勝68敗的戰績，無緣季後賽。

### 2024-25 重返季後賽
2024–25賽季，活塞以44勝38敗的戰績，東區排名第六，重返季後賽；但在首輪以2：4不敵東區第三紐約尼克，止步首輪。

## 其他
活塞隊擁有其中兩個NBA得分記錄：1950年11月22日，當時仍在韋恩堡的活塞與明尼阿波利斯湖人的比賽比數為19：18，總分37分創下NBA最低總得分記錄；1983年12月13日，與丹佛金塊的比賽於3次加時後取得186比184，兩隊總分370是NBA最高總得分記錄，而兩場比賽的勝者都是活塞隊。

## 历史上的著名球员

### 篮球名人堂
- 戴夫·宾
- 鲍伯·兰尼尔
- 艾尔·洛伊德 (捐助人)
- 伊塞亚·托马斯 (Isiah Thomas)
- 比尔·兰比尔(Bill Laimbeer)
- 丹尼斯·羅德曼 (Dennis Rodman)
- 格蘭特·希爾 (Grant Hill)
- 查克·戴利 (教练)--曾率領活塞在1989年、1990年完成連冠
- 拉里·布朗 (教练)--曾率領活塞在2004年奪冠
- 喬·杜馬斯 (總管)--曾擔任活塞隊總管
- 本·华莱士
- 克里斯·韋伯

## 退休球衣号码
| 底特律活塞 退役球衣号码球员 |                 |            |                  |
| 背號                        | 球员            | 位置       | 時間             |
| 1                           | 昌西·比卢普斯   | 後衛       | 2002–08, 2013–14 |
| 2                           | 查克·戴利       | 主教練     | 1983–92          |
| 3                           | 本·华莱士       | 中鋒       | 2000–06, 2009–12 |
| 4                           | 乔·杜马斯       | 後衛       | 1985–99          |
| 10                          | 丹尼斯·羅德曼   | 前鋒       | 1986–93          |
| 11                          | 伊塞亚·托马斯   | 後衛       | 1981–94          |
| 15                          | 維尼爾·约翰逊   | 後衛       | 1981–91          |
| 16                          | 鲍伯·兰尼尔     | 中鋒       | 1970–80          |
| 21                          | 戴夫·宾         | 後衛       | 1966–75          |
| 32                          | 理查德·汉密尔顿 | 鋒衛搖擺人 | 2002–11          |
| 40                          | 比尔·兰比尔     | 中鋒       | 1982–94          |
| -                           | 威廉·大卫森     | 拥有者     | 1974–2009        |
| -                           | 杰克·麦克洛斯基 | 球队经理   | 1979–92          |